# Mũi Miêu Tị Đầu
Mũi Miêu Tị Đầu (chữ Anh: Cape Maobitou) là mũi đất ở phía đông nam của bán đảo Hằng Xuân, là chỗ giáp giới giữa eo biển Đài Loan và eo biển Ba Sĩ, cách vịnh Bạch Sa Khẩn Đinh khoảng 3,5 kilômét, có tổng chiều dài 5 kilômét, rộng 3,5 kilômét, là điểm đột ngột kéo dài của bán đảo Hằng Xuân hướng về eo biển Ba Sĩ, là địa hình xói mòn bờ biển rạn san hô điển hình, nhìn từ trên cao giống váy xếp li ngắn của cô gái, cho nên có tên gọi là bờ biển rạn riềm, đồng thời hình thành hai mũi cực nam của Đài Loan cùng với mũi Nga Loan. Trên thực tế, tên cũ của Hằng Xuân là Lang Kiệu (琅嶠), từ "Lang Kiệu" trong tiếng Paiwan của người bản địa nghĩa là "đuôi Đài Loan", cho nên Hằng Xuân là thị trấn cực nam của Đài Loan.
Miêu Tị Đầu hoặc Miêu Tị trước đây được gọi là Niauphi, đến từ biến thể tiếng Phúc Kiến trong tên gọi đó.

## Tóm tắt

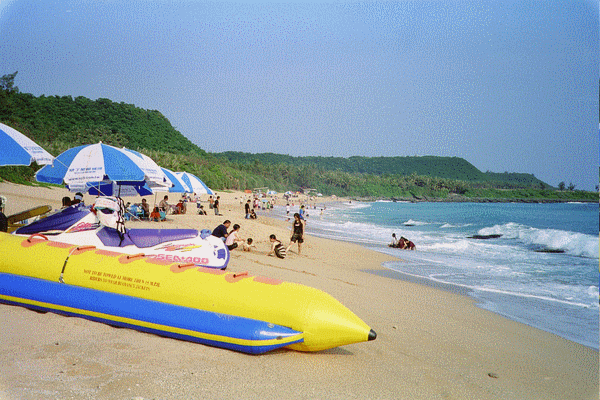
Vịnh Bạch Sa Khẩn Đinh

Bởi vì chịu các tác dụng như xâm thực của sóng biển trong khoảng thời gian dài, khô ướt lặp đi lặp lại, kết tinh muối trong thời gian dài, đục khoét và bào mòn đá,... do đó sản sinh các cảnh quan đặt biệt như bờ núi lở, lòng chảo khổng lồ, trụ đá, hang động, cực kì giá trị trong việc giảng dạy và nghiên cứu địa hình, khiến chỗ này trở thành điểm đến lí tưởng để ngắm biển nhìn đá.
Nguồn gốc của tên gọi Miêu Tị Đầu, bắt nguồn từ một khối đá rạn san hô nhô ra bên bờ đá, ngoại hình của nó giống như con mèo ngồi xổm. Thực ra, giống với mũi Nga Loan, mũi Miêu Tị Đầu cũng là một khối đá rạn san hô lăn ra ven biển sau khi vách núi lở xuống sát gần biển.
Địa thế mũi Miêu Tị Đầu phía tây cao phía đông thấp, bị sự ảnh hưởng của xói mòn bờ biển, đất nhiễm mặn và phong hoá vô cùng mãnh liệt, lấy bờ biển rạn san hô nhô lên làm chủ thể, có các địa hình tự nhiên được thiên nhiên tạo tác tuyệt vời như rãnh biển xâm thực, lòng chảo biển xâm thực, trụ đá do biển xâm thực,... Miêu Tị Đầu nằm ở vĩ độ thấp, có phong cảnh nhiệt đới độc nhất. Đài quan sát ở chỗ này là một sườn núi dốc đứng, cao cao, nhô ra ở bờ biển, tầm nhìn rộng lớn, leo lên đài quan sát, không những cúi nhìn cảnh vật do sự xâm thực của biển ở ven bờ biển dưới vách núi, lại còn có thể phóng tầm mắt ra biển xanh thẫm mênh mông, biển cả xanh thẫm khiến cho tâm trí con người thanh thản. Lúc sắp tối, mắt trời lặn đã nhuộm đỏ cả vùng biển, cảnh trí vô cùng tráng lệ, là một trong những "bát cảnh Hằng Xuân" từ lâu.
Ở phía đông bắc của mũi Miêu Tị Đầu có đặt nhà máy điện hạt nhân Thứ Ba Đài Loan.